# Chrysococcyx lucidus

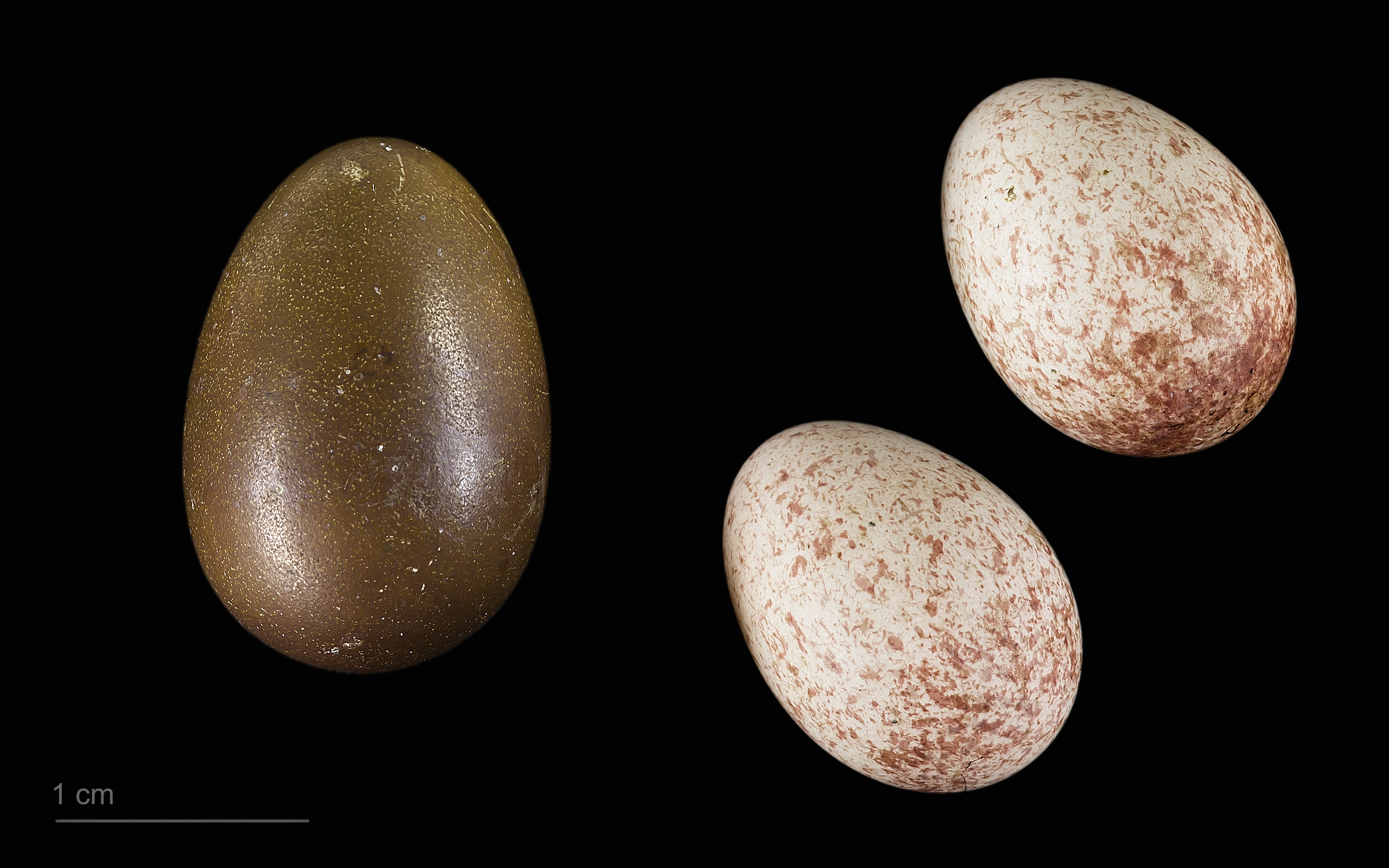
Chrysococcyx lucidus em um ninho de Gerygone flavolateralis - MHNT

Cuco-verde-brilhante ou cuco-brilhante (Chrysococcyx lucidus) é uma espécie de cuco da família Cuculidae.
Pode ser encontrada na Austrália, Indonésia, Nova Caledónia, Nova Zelândia, Papua-Nova Guiné, Ilhas Salomão e Vanuatu.
Era anteriormente conhecida como Chalcites lucidus.

## Fonte
1. ↑  «Cuculidae». Aves do Mundo. 26 de dezembro de 2021. Consultado em 5 de abril de 2024
2. ↑  Paixão, Paulo (Verão de 2021). «Os Nomes Portugueses das Aves de Todo o Mundo» (PDF) 2.ª ed. A Folha — Boletim da língua portuguesa nas instituições europeias. ISSN 1830-7809. Consultado em 5 de abril de 2024. Cópia arquivada (PDF) em 23 de abril de 2022
3. BirdLife International 2004.  Chrysococcyx lucidus.   2006 IUCN Red List of Threatened Species.  Acedido a 24 Julho 2007.